# Tramvajová smyčka Náměstí J. Marata
Tramvajová smyčka Náměstí J. Marata (též Hostivař) bylo obratiště tramvají v pražské Hostivaři na veřejném prostranství Maratovo náměstí, dnes nepojmenovaném. Nacházelo se jihovýchodně od dnešní zastávky Hostivařská, u křižovatky ulic Hostivařská, Průmyslová, Hornoměcholupská a Švehlova. 
Byla zřízena byla jako koncová zastávka trati ze Zahradního Města, provoz na ní byl zahájen 3. ledna 1954. Byla jednokolejná s předjízdnou kolejí. V 50. letech bylo okolí smyčky téměř pusté (jako tehdejší okolí zastávky Na Groši). Čtyřproudá silnice zde rovněž končila. Tato trať byla ideální pro zkušební jízdy nových tramvají řady T.
Typická zde byla linka 4. Později zde končila linka 10 (70. léta). V sedmdesátých letech rostlo nedaleko odsud sídliště Hornoměcholupská. Při stavbě Průmyslové byla smyčka zrušena (v roce 1982) a trať prodloužena o klesání pod úroveň ulice do nové smyčky Nádraží Hostivař.